# Centrum Marszałkowska (Varsovie)
Le Centrum Marszałkowska est un immeuble de bureaux à Varsovie construit en 2016-2018, situé ulica Marszałkowska 126/134.
Le bâtiment est intégré à la station de métro Świętokrzyska. On l'appelle aussi le « Nouveau Sezam » (Nowy Sezam) car il a été construit sur le site de l'ancien Grand magasin coopératif « Sezam » (pl).

## Construction
L'installation a été construite par BBI Development (pl). Il a été conçu par le bureau d'architecture Juvenes Projekt de Varsovie, et l'entrepreneur général était la société de construction Doraco de Gdańsk. Le bâtiment a été érigé sur le site du centre commercial coopératif « Sezam » précédemment démoli. Le processus de construction a commencé en avril 2016 et s'est achevé en juin 2018. Le 7 décembre 2016, la première pierre a été posée et le 6 juin 2018, le magasin « Sezam » situé au sous-sol a été inauguré,.
Le coût de construction s'est élevé à 83,53 millions de PLN nets.

## Paramètres de construction
Le bâtiment compte 14 étages, 11 hors sol et 3 souterrains. Sa hauteur est de 40 m. Il dispose de 16 500 mètres carrés de surface utilisable, dont 13 100 mètres carrés de bureaux et 3 400 mètres carrés d'espaces commerciaux et de services. Il y a 112 places de stationnement dans le garage souterrain.
Les locaux commerciaux, de services et de restauration sont situés aux étages -1, 0 et +1. Les bureaux situés dans l'immeuble bénéficient d'un standard de classe A+.
Il s'agit de la première installation à Varsovie intégrée à une station de deux lignes de métro (station Świętokrzyska).